# Olga Iefimova
Olga Andreïevna Iefimova (en russe : Ольга Андреевна Ефимова) est une joueuse de volley-ball russe née le 6 janvier 1990 à Tcheliabinsk. Elle mesure 1,82 m et joue au poste de passeuse. Elle totalise 11 sélections en équipe de Russie.

## Clubs
| Club                     | De        | À         |
| ------------------------ | --------- | --------- |
| Avtodor-Metar            | 2007-2008 | 2007-2008 |
| Fakel Novy Ourengoï      | 2008-2009 | 2010-2011 |
| Avtodor-Metar            | 2011-2012 | 2011-2012 |
| Severstal Tcherepovets   | 2012-2013 | 2012-2013 |
| Oufimotchka Oufa         | 2013-2014 | 2013-2014 |
| Zaretchie Odintsovo      | 2014-2015 | 2014-2015 |
| Leningradka              | 2015-2016 | 2015-2016 |
| PSK Sakhaline            | 2016-2017 | 2016-2017 |
| JVK Ienisseï Krasnoïarsk | 2017-2018 | 2017-2018 |
| Zaretchie Odintsovo      | 2018-2019 | 2019-2020 |
| VK Severianka            | 2020-2021 | …         |

## Palmarès

### Équipe nationale
- Grand Prix mondial
  - Finaliste : 2015.
- Championnat d'Europe des moins de 20 ans
  - Finaliste : 2008.

### Clubs
- Coupe de Russie
  - Finaliste : 2017.

### Distinctions individuelles
- Championnat d'Europe féminin de volley-ball des moins de 20 ans 2008: Meilleure passeuse.